# Сакан-Йисте
Сакан-Йисте (чечен. Сакан йистие) — село в Итум-Калинском районе Чеченской Республики. Входит в состав Хилдехаройского сельского поселения.

## География
Село расположено у впадения реки Сакенхойарк в Кериго, к юго-западу от районного центра Итум-Кали.
Ближайшие населённые пункты: на севере — Целахой и Люнки, на северо-востоке — Шаккалой и село Ведучи на северо-западе — Корхой и Пэрой, на юго-востоке — Корестхой, на юго-западе — Чамги.

## История
В 1944 году коренное население Чечено-Ингушетии было выселено. После восстановления Чечено-Ингушской АССР чеченцам было запрещено возвращаться в свои исконные районы: Галанчожский, Шатойский и Итум-Калинский.

## Население
| 2010 |
| ---- |
| 0    |